# Saint-Martial-sur-Né
Saint-Martial-sur-Né is een gemeente in het Franse departement Charente-Maritime (regio Nouvelle-Aquitaine) en telt 352 inwoners (2005). De plaats maakt deel uit van het arrondissement Jonzac.

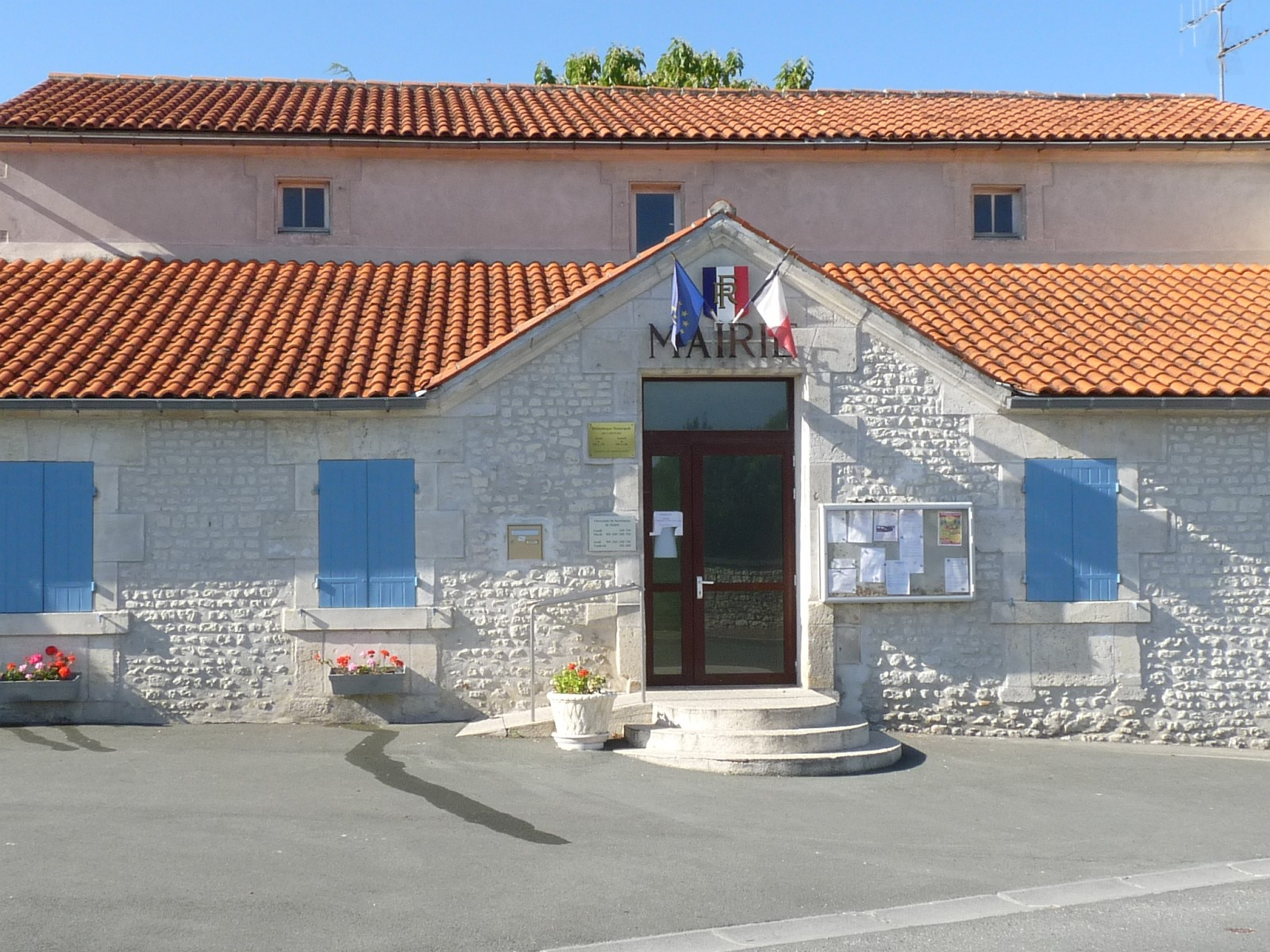
Gemeentehuis
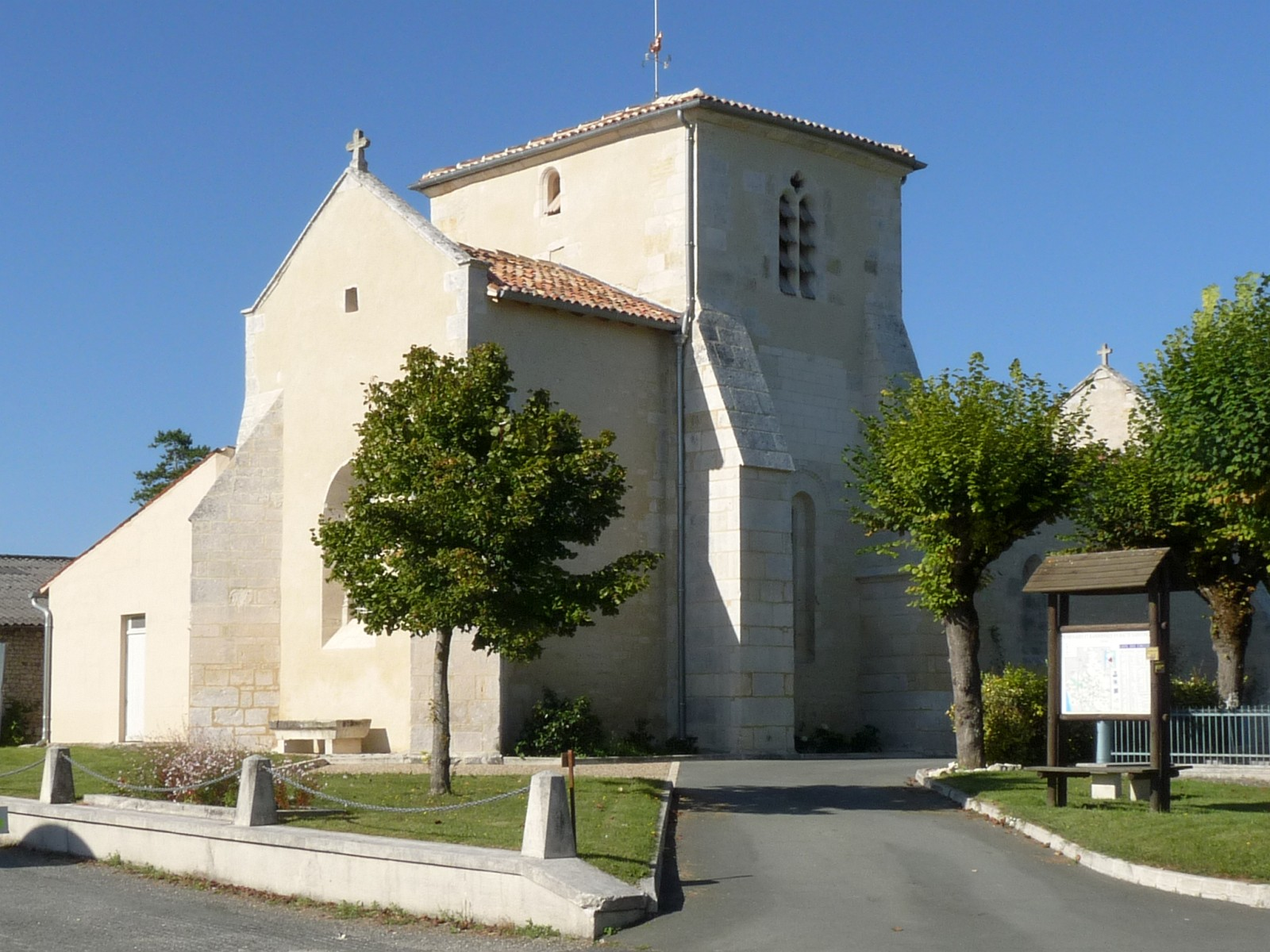
Kerk van Saint-Martial-sur-Né

## Geografie
De oppervlakte van Saint-Martial-sur-Né bedraagt 11,7 km², de bevolkingsdichtheid is 30,1 inwoners per km².
De onderstaande kaart toont de ligging van Saint-Martial-sur-Né met de belangrijkste infrastructuur en aangrenzende gemeenten.

## Demografie
Onderstaande figuur toont het verloop van het inwonertal (bron: INSEE-tellingen).